# 이프티 나심
이프티 나심(Ifti Nasim, 1946년 ~ 2011년 7월 22일)은 파키스탄계 미국인 게이 시인이다. 성적지향으로 인한 박해를 피해 미국으로 건너간 그는 남아시아 LGBT를 지원하는 단체인 상갓(Sangat)을 설립해 국내에서는 유명세를 탔고, 동성애 주제를 최초로 공개한 시집 나르만(Narman)을 출판해 국제적으로도 유명해졌다. 우르두어로도 유명해졌다. 나심은 1996년 시카고 게이 및 레즈비언 명예의 전당에 헌액되었다.

## 개인 생활
나심은 파키스탄 파이살라바드(당시에는 리알푸르로 불림)에서 독립 직전 대가족의 중간 아이로 태어났다. 10대에 그는 배척과 외로움을 느꼈고 공개적으로 동성애자로 살 수 없었다. 21세의 나이에 그는 파키스탄에서 미국으로 이주했으며, 부분적으로는 라이프 잡지의 기사에서 영감을 받아 미국을 "게이들이 있을 수 있는 곳"으로 묘사한 것을 기억한다. 그의 형제 중 몇 명이 나중에 그를 따라 미국으로 건너갔고 결국 그는 미국 시민으로 귀화했다.
이프티 나심은 2011년 7월 22일 시카고의 한 병원에서 심장마비로 64세의 나이로 사망했다.

## 시
이프티 나심(Ifti Nasim)이 가장 잘 알려진 출판물은 페르시아어로 "자웅동체" 또는 "반 남자, 반 여자"를 의미하는 단어 인 Narman이라는 제목의 시집이었다. 그것은 파키스탄에서 즉각적인 논란을 불러일으켰고 지하에 배포되어야 했다. 그 내용을 뒤늦게 알아차린 그 책의 인쇄사도 “이 거룩하지 않고 더러운 책을 내게서 치워 가라, 그렇지 않으면 내가 불사르리라!”고 외쳤다고 전해진다. 그러나 그 솔직함은 파키스탄 시인들의 젊은 세대에게 영감을 주어 "정직한" 시를 쓰도록 했으며, 이 장르는 "나르마니" 시로 알려지게 되었다.
그는 나중에 2000년에 Myrmecophile 그리고 2005년에 Abdoz를 출시를 했다.